# Chaurikharka
Chaurikharka (Nepali चौरीखर्क; auch Chauri Kharka) ist ein Dorf und ein Village Development Committee (VDC) im Distrikt Solukhumbu der Verwaltungszone Sagarmatha in Ost-Nepal.
Das VDC Chaurikharka liegt im Hochhimalaya, 35 km südsüdwestlich vom Mount Everest. Die Berge Kongde Ri im Westen sowie Kangtega und Kusum Kanguru im Osten liegen innerhalb bzw. an der Gebietsgrenze von Chaurikharka.
Der Fluss Dudhkoshi durchschneidet das Gebiet des VDC in südlicher Richtung. Die meisten Ortschaften liegen oberhalb des Flusstals.
Der Flugplatz bei Lukla bildet einen wichtigen Zugang für Touristen ins Mount-Everest-Gebiet. Der Mount Everest Trek führt entlang dem Dudhkoshi an den Dörfern von Chaurikharka vorbei.

## Einwohner
Das VDC Chaurikharka hatte bei der Volkszählung 2011 3709 Einwohner (davon 1872 männlich) in 968 Haushalten.

## Dörfer und Weiler
Chaurikharka besteht aus mehreren Dörfern und Weilern.
Die wichtigsten sind:
- Benkar (2750 m ⊙)
- Chaurikharka (2750 m ⊙)
- Chheplung (2670 m ⊙)
- Ghat (2820 m ⊙)
- Lukla (2850 m ⊙)
- Monjo (2820 m ⊙)
- Nachipang (2700 m ⊙)
- Phakding (2620 m ⊙)
- Sano Gemela (3040 m ⊙)
- Sengma (2685 m ⊙)
- Surke (2250 m ⊙)
- Thulo Gemela (3060 m ⊙)
- Toktok (2700 m ⊙)

## Galerie

Chaurikharka – von Lukla nach Namche
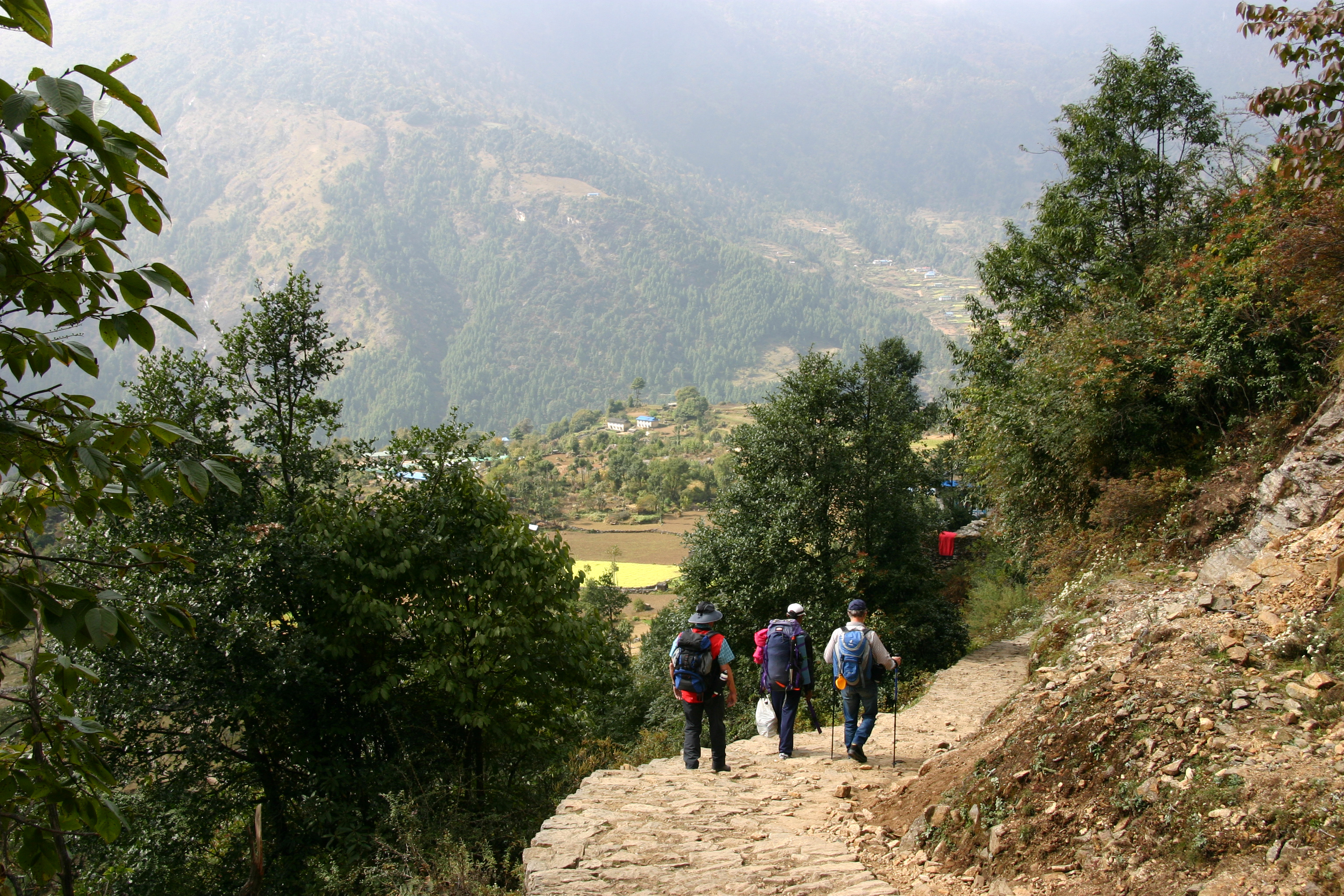
Von Lukla nach Chheplung
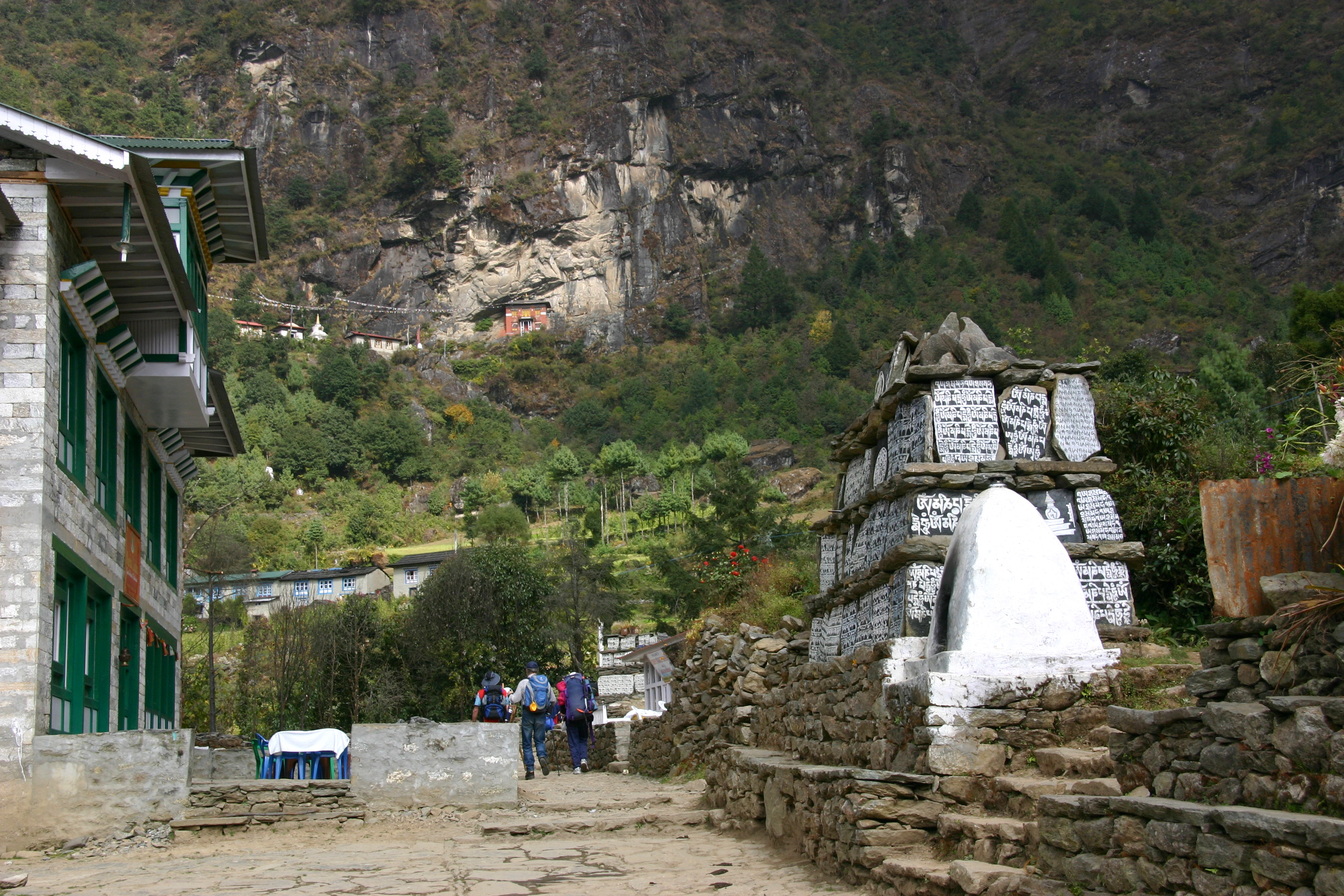
Chheplung
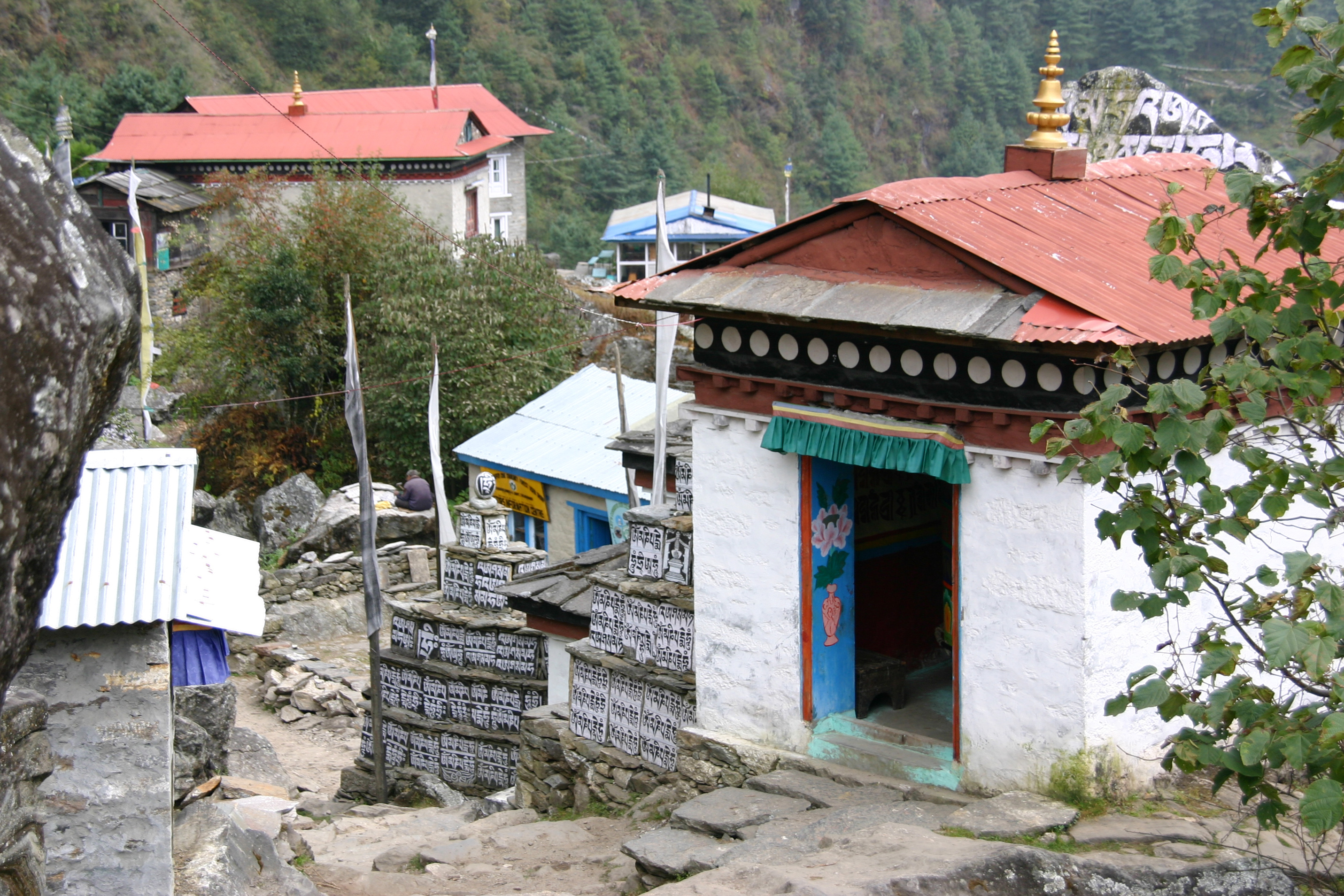
Chhuthawa
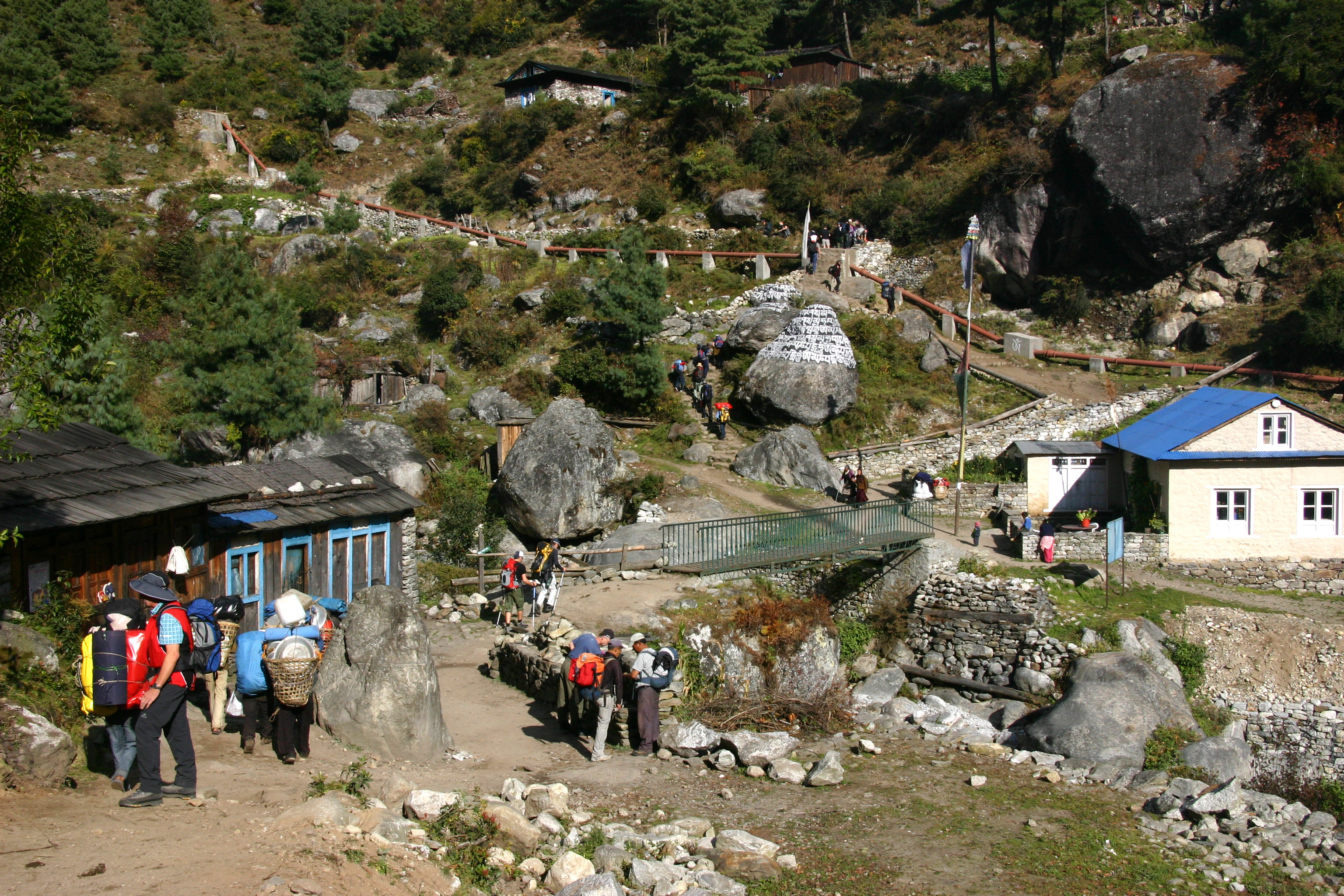
Nyambua Thyang
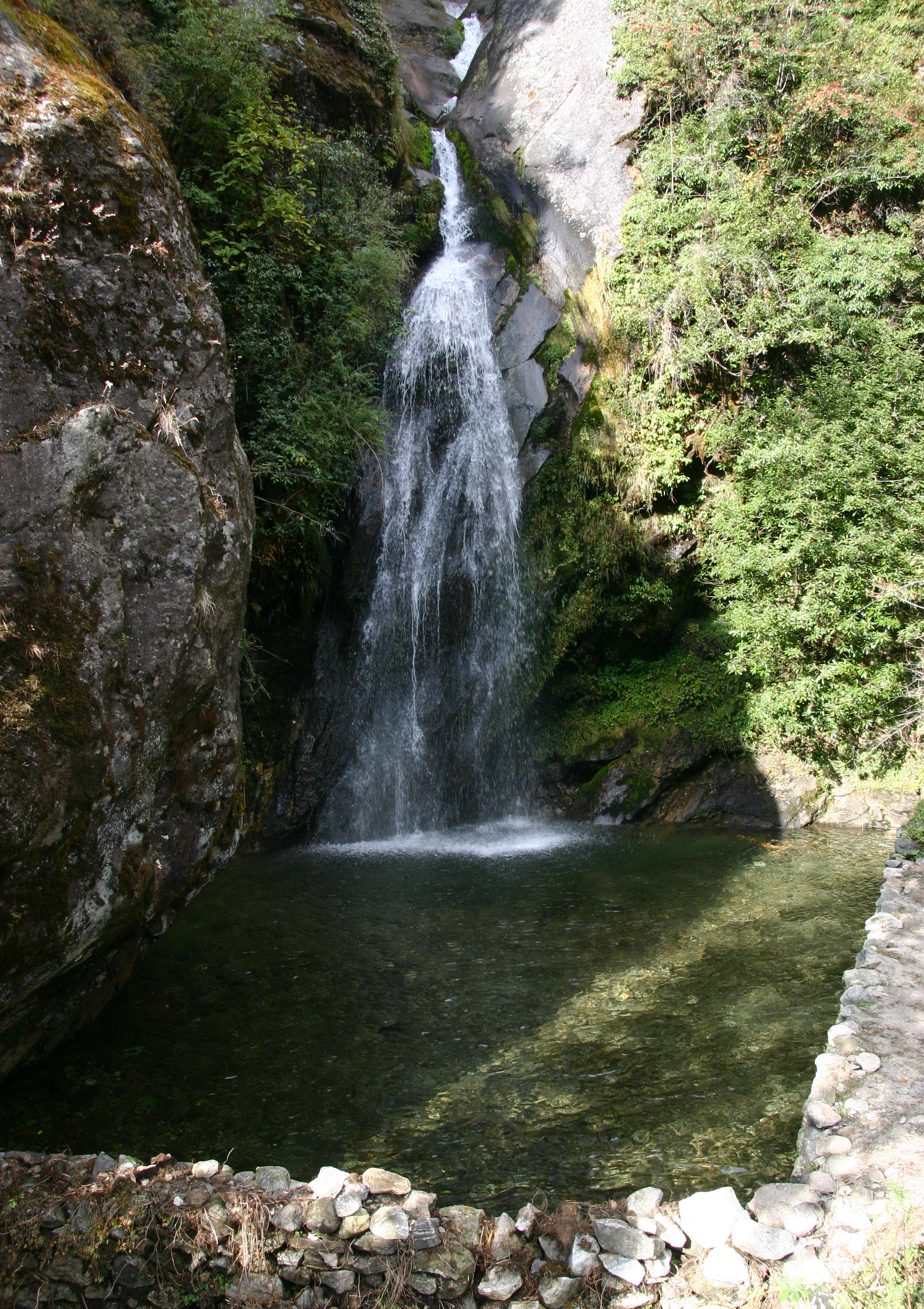
Wasserfall bei Toktok
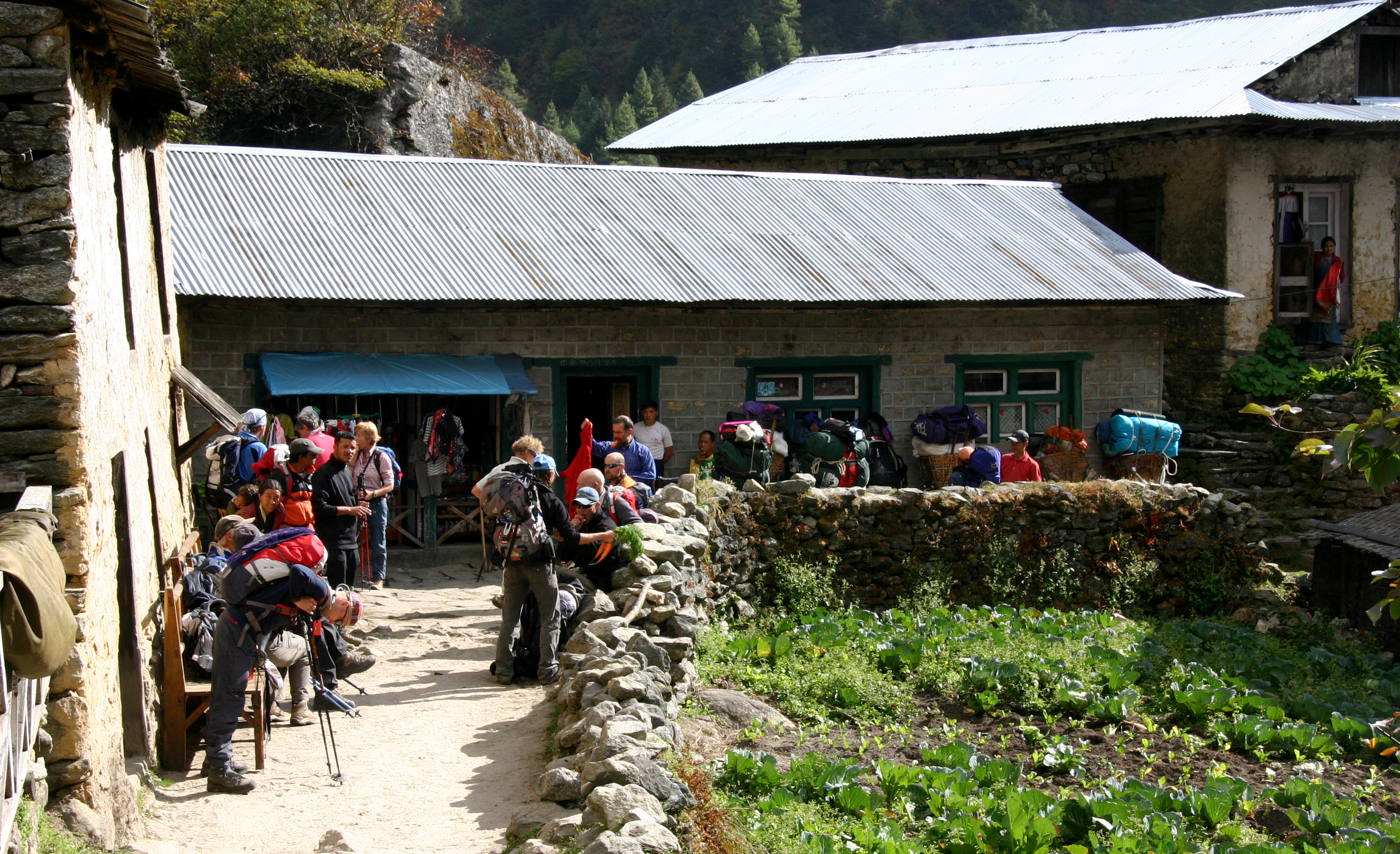
Benkar
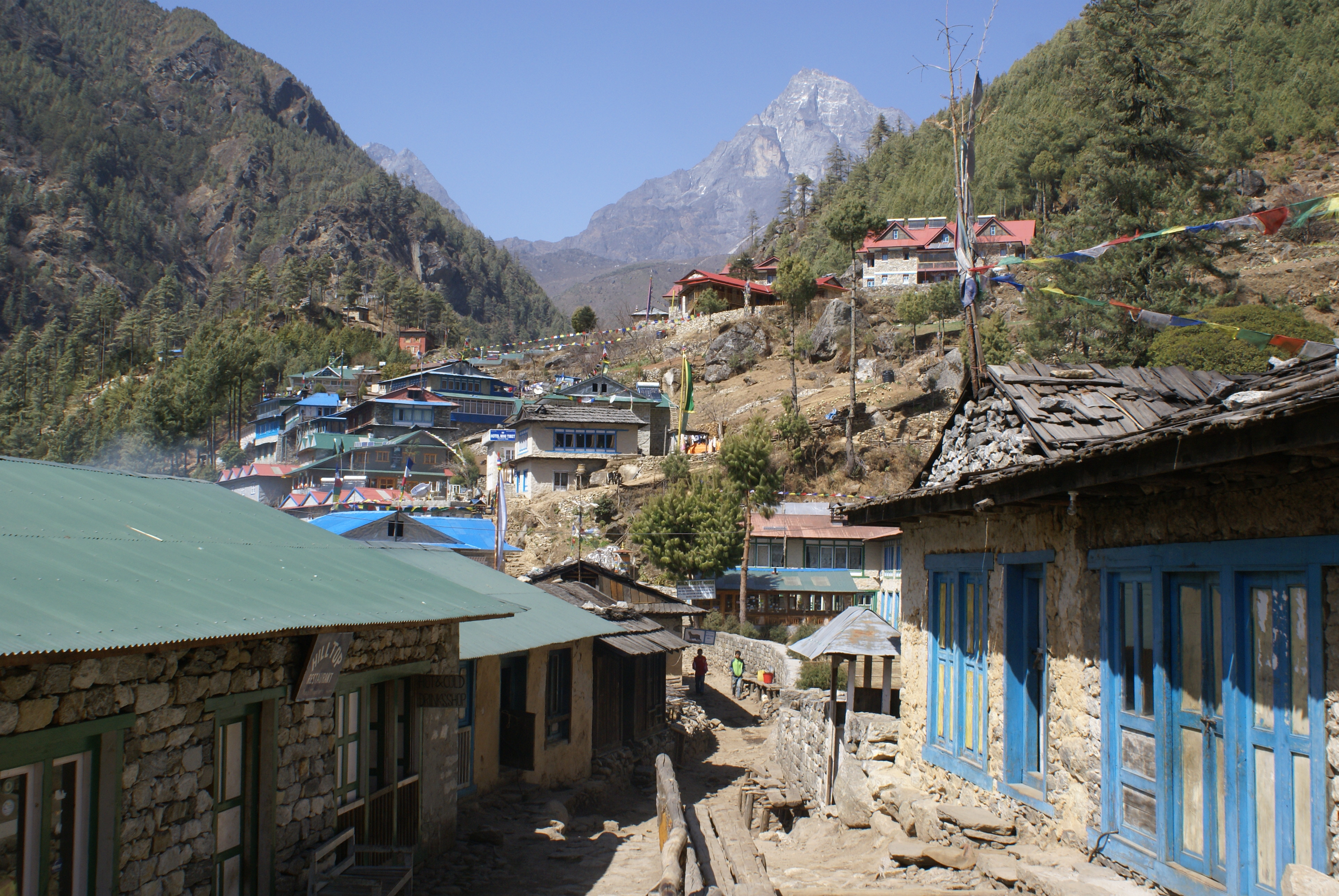
Monjo
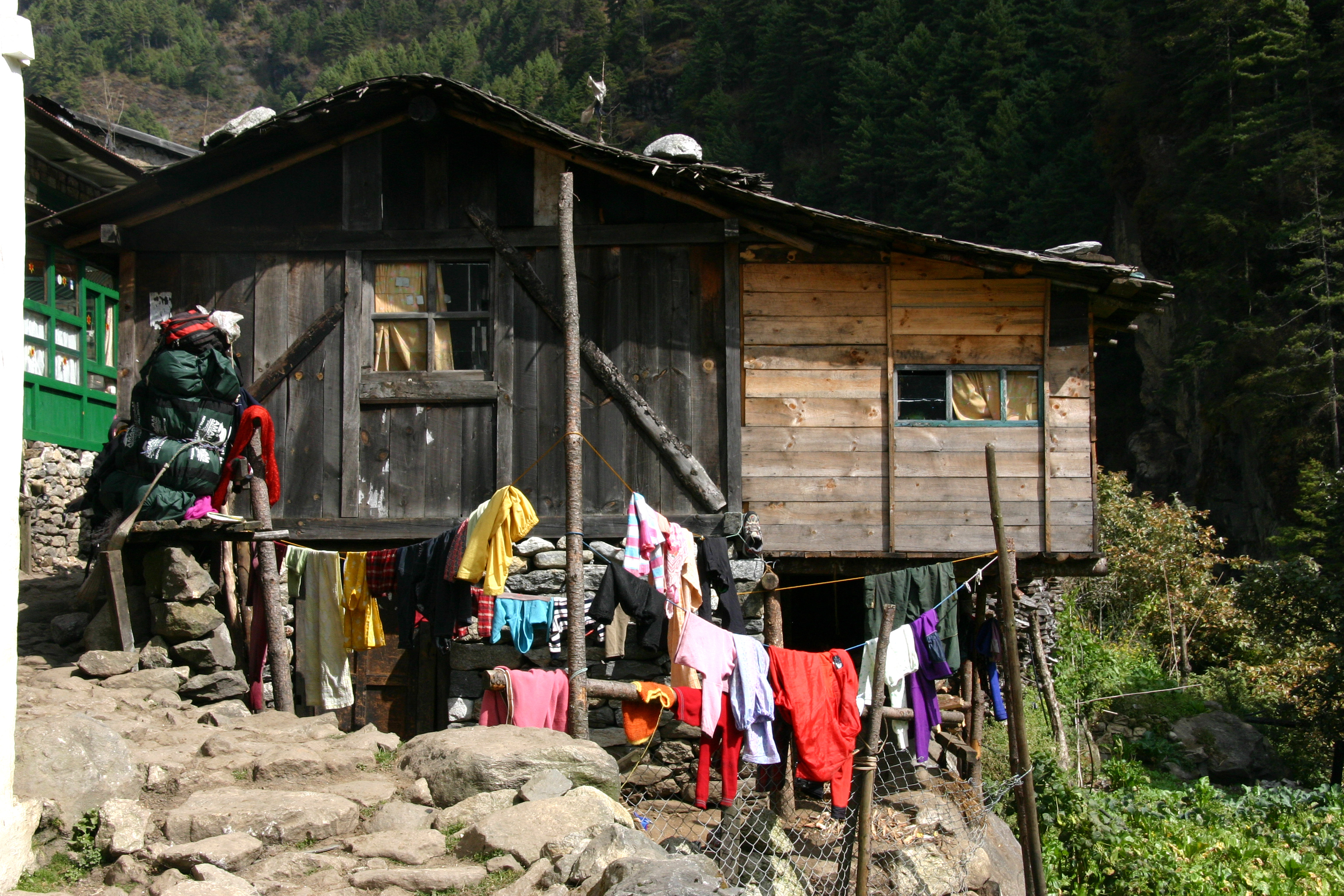
Tawa
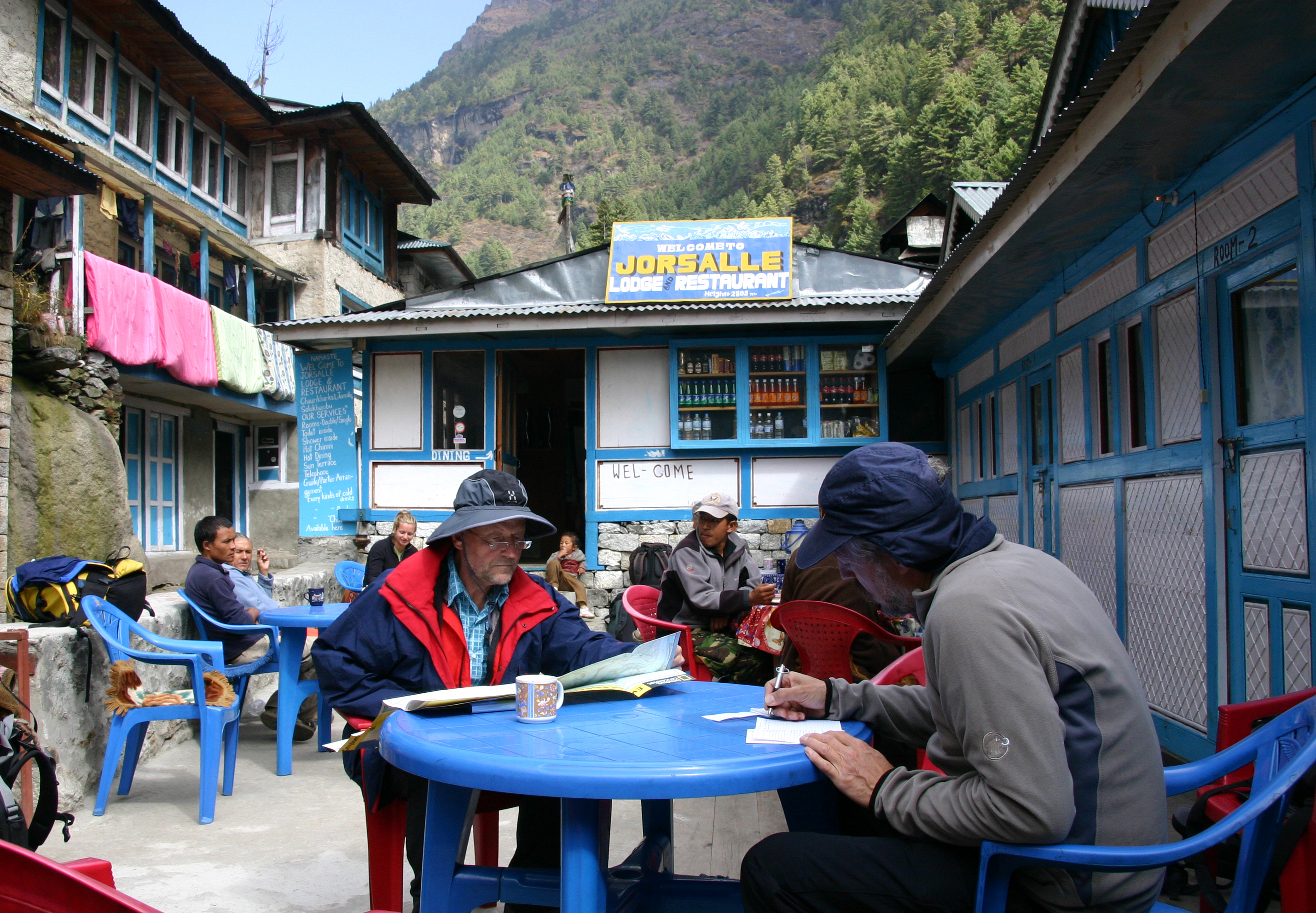
Jorsale
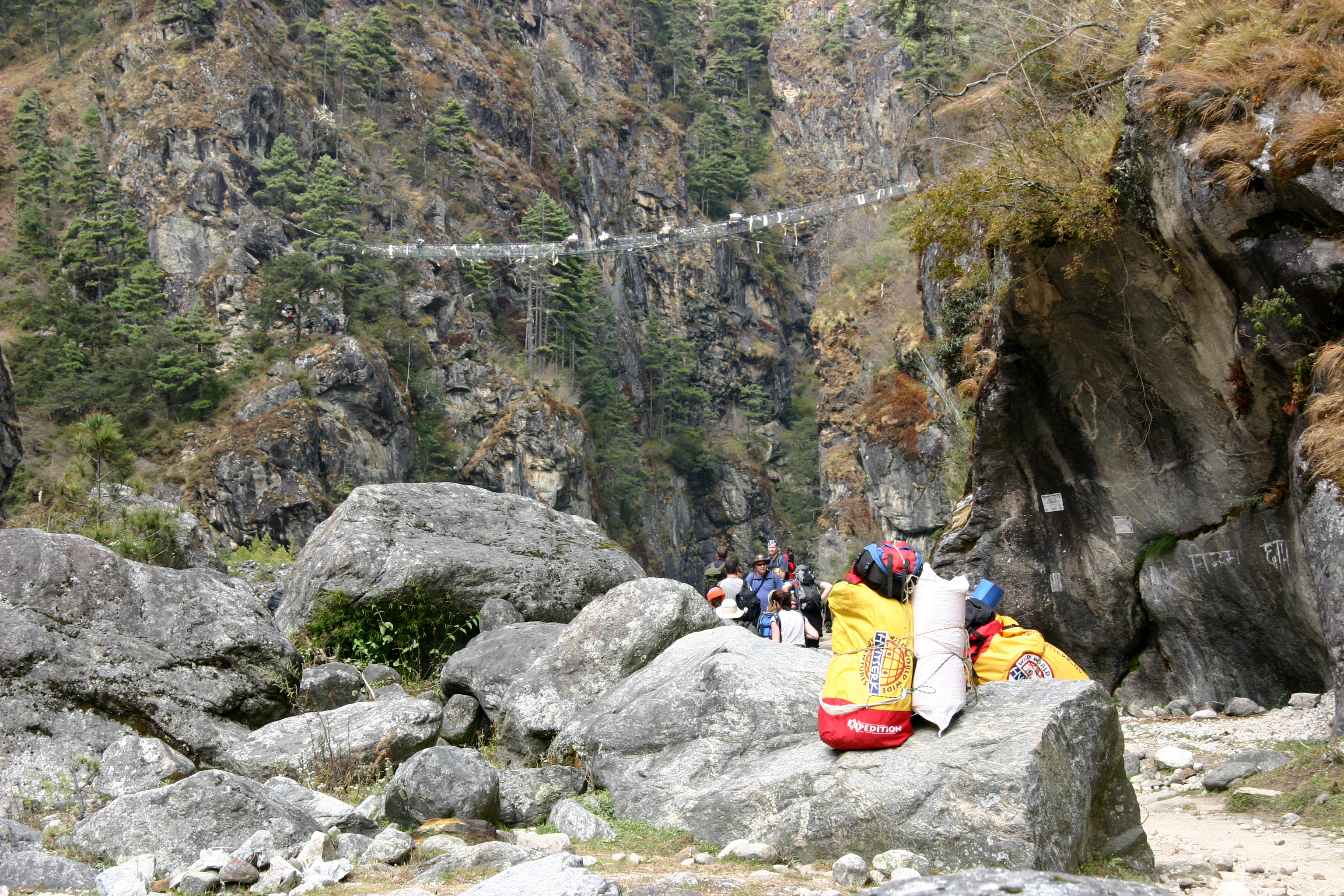
Larja-Brücke